# Evergestis plumbofascialis
Evergestis plumbofascialis là một loài bướm đêm trong họ Crambidae.